# Prometopus asahana
Prometopus asahana är en fjärilsart som beskrevs av Kobes 1983. Prometopus asahana ingår i släktet Prometopus och familjen nattflyn. Inga underarter finns listade i Catalogue of Life.